# 围棋段位制
围棋段位制是现代围棋所使用的棋力分级制度，可分为职业段位与业余段位两个系统。
围棋职业选手分为从低到高九个段位等级，九段最高，地位大致相当于象棋界的特级大师；初段最低，一般为棋手获得职业选手身份之初被授予的段位。段位只升不降，棋手根据各自所属棋士组织的规定获得段位晋升资格。
现代各国的职业围棋段位制度均源自日本江户时代的段位制，而后者又可追溯至中国古代的官制九品中正制。
业余段位制仿照职业段位制建立，而棋力标准则远低于职业段位。
在中国，职业段位用中文小写数字来表示（初段、二段、…… 九段），业余段位用阿拉伯数字表示（1段、2段、…… 7段），以作区分。
除段位外，表示围棋棋手的棋力等级的还有级位，与段位制配合使用：1段以下为1级，1级以下为2级，以此类推。各个职业围棋组织的段位制大都没有附带正式的级位制，而业余级位则常常被授予业余爱好者。相邻级位之间的棋力差也没有统一的规定。某些围棋培训机构将刚刚学会围棋规则的人的棋力估计为20级。
1879年成立的方圆社的段位称为级位：一级最高，相当于九段，九级最低，相当于初段。
台湾应昌期基金会则将职业段位称为品：一品最高，相当于九段，九品最低，相当于初段；而对于业余强手设九个段位，段位以下设十八个级位。规定业余七段等同于职业九品，九段等同职业五品，采接叠制。这样算来，从最高的一品到最低的十八级，共有33个等级。

## 历史
在三国时期，魏人邯鄲淳（132年－？）就在其著作《艺经·棋品》里提出围棋的九品制，所谓“棋分九品”。
在南北朝时，围棋进入了一个重要的发展期。南朝刘宋明帝时设立“围棋州邑”，是个管理组织围棋活动的机构，它主要负责各地围棋人才的举荐、考核，以及棋谱的搜集整理工作；梁武帝设立“棋品制”，按棋艺的高低将棋手分为9个“等级”，也是现代围棋段位制的雏形。
而自唐代起，曾在翰林院设立棋待诏一职，不过，它的主要目的是招揽围棋高手陪皇帝下棋，棋手并无具体权力，也未得到政府在资金上或是制度上的大力扶持。至16世纪末的明代，翰林院中已不见棋待诏。可以说，政府及民间不重视围棋。
现在盛行的「围棋段位制」則源自於日本，相传为四世本因坊道策所创，然记载语焉不详。现代棋史研究者普遍相信，第一世本因坊算砂时代的两个等级“名人”和“上手”为围棋段位制之滥觞。其中“名人”即后来的“九段”，“上手”为后来的“七段”。按江户时代的规定，相邻段位之间的棋力相差半子，因此名人与初段之间棋力相差四子，与名人的差距在四子以上，便不被认为具备职业棋士资格了。这些规定一直沿袭到1923年日本棋院成立以前。日本棋院成立后，开始举办围棋升段赛，从那时起规定相邻段位之间相差1/3子，名人让初段3子。但让子的规定随着职业棋手之间水平越来越接近而很快失去可行性。战后举办的新闻棋战一律以分先棋份对局。
目前世界各國各地区乃至于各个棋士组织對於「圍棋段位」的制定（职业及业余）不盡相同。
中国在民国初年曾有若干棋手获得日本授予的段位。到了1960年代，中國大陸也曾通过比赛授予部分棋手职业段位。1982年，中国大陸恢复并普遍施行围棋段位制，首批被授予九段的棋手共三位：陈祖德、吴淞笙、聂卫平。数年之后，又开始向业余爱好者授予业余段位。